# Krasnogorskoe
Krasnogorskoe (in russo Красногорское?; in lingua udmurta: Красногорск) è un villaggio che si trova nella Repubblica Autonoma dell'Udmurtia, in Russia. Fino al 1935 si chiamava Svjatogorskoe e poi fino al 1938 Baryšnikovo. È il centro amministrativo del distretto Krasnogorskij. 
L'insediamento è situato 140 km a nord di Iževsk e 55 km a sud di Glazov.